# Synendotendipes
Synendotendipes is een muggengeslacht uit de familie van de Dansmuggen (Chironomidae).

## Soorten
- S. abranchius (Lenz, 1955)
- S. dispar (Meigen, 1830)
- S. impar (Walker, 1856)
- S. kaluginae Durnova, 2010
- S. lepidus

Plompdansmug (Meigen, 1830)
- S. luski Grodhaus, 1987